# کالویسانو
کالویسانو (به ایتالیایی: Calvisano) یک کومونه در ایتالیا است که در استان برشا واقع شده‌است.

## خصوصیات
کالویسانو ۴۵ کیلومترمربع مساحت و ۸٬۷۶۹ نفر جمعیت دارد.